# Paradontale ligamentstamcel

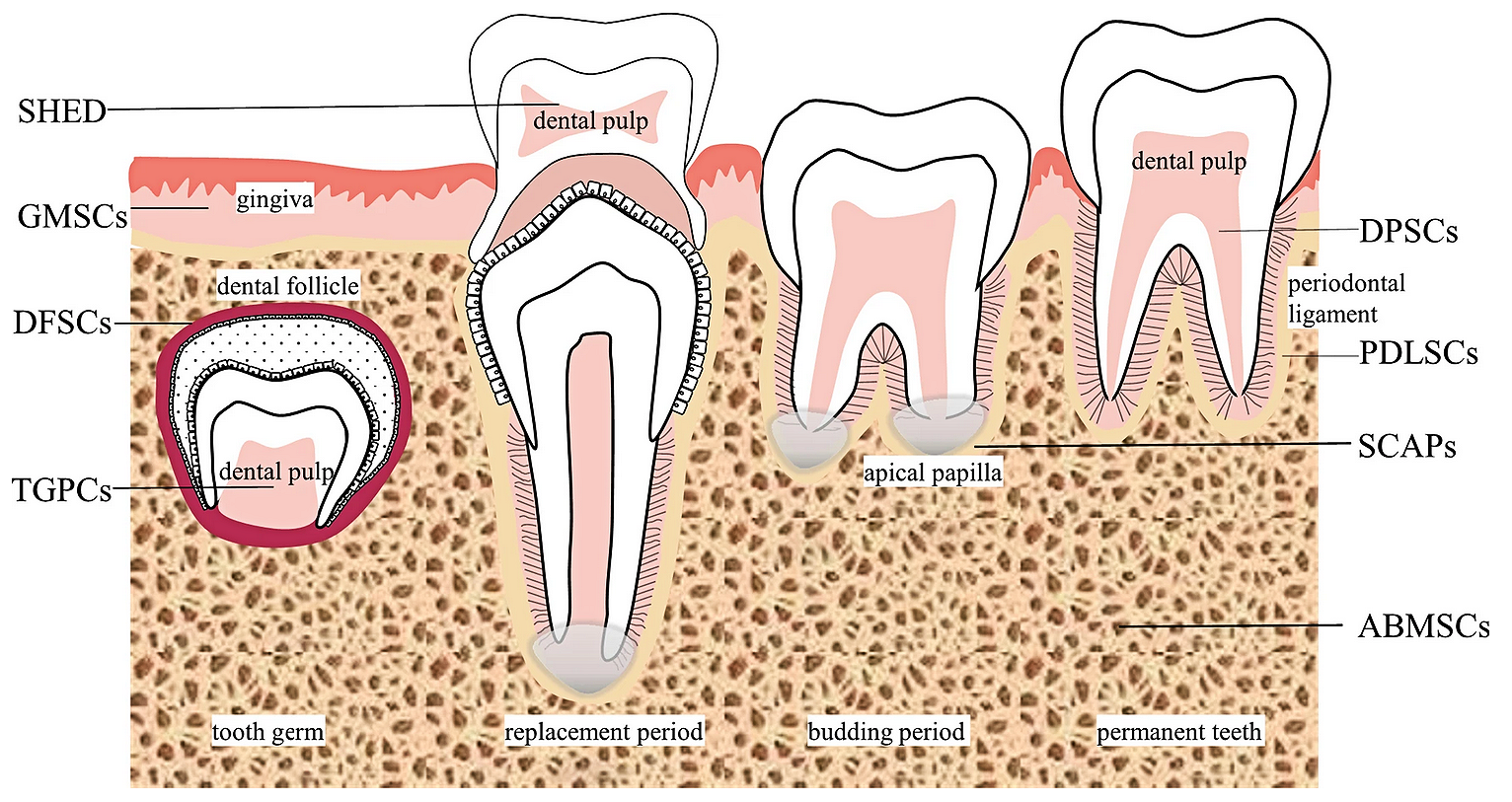
Stamcellen in de tand, kies en kaak. PDLSC: Paradontale ligamentstamcel, DFSCs: Tandfollikelstamcellen, SCAPs: Periapicale follikelstamcellen, DPSCs: Tandpulpastamcellen.

Paradontale ligamentstamcellen zijn mesenchymatische stamcellen die zich in het parodontale ligament van de tanden bevinden. Deze cellen hebben een potentieel voor de regeneratie van niet alleen het parodontale complex, maar ook van andere tandheelkundige en niet-tandheelkundige weefsels.[1][2][3] Ze zijn betrokken bij de regeneratie van het parodontale ligament, het alveolaire bot en het cement bij volwassenen. Het is bekend dat de cellen de eiwitten STRO-1 en CD146 tot expressie brengen.[4]
Paradontale ligamentstamcellen spelen een rol als voorlopercellen.[5] Ze kunnen zich ontwikkelen tot osteoblasten, cementoblasten, chondrocyten en adipocyten.

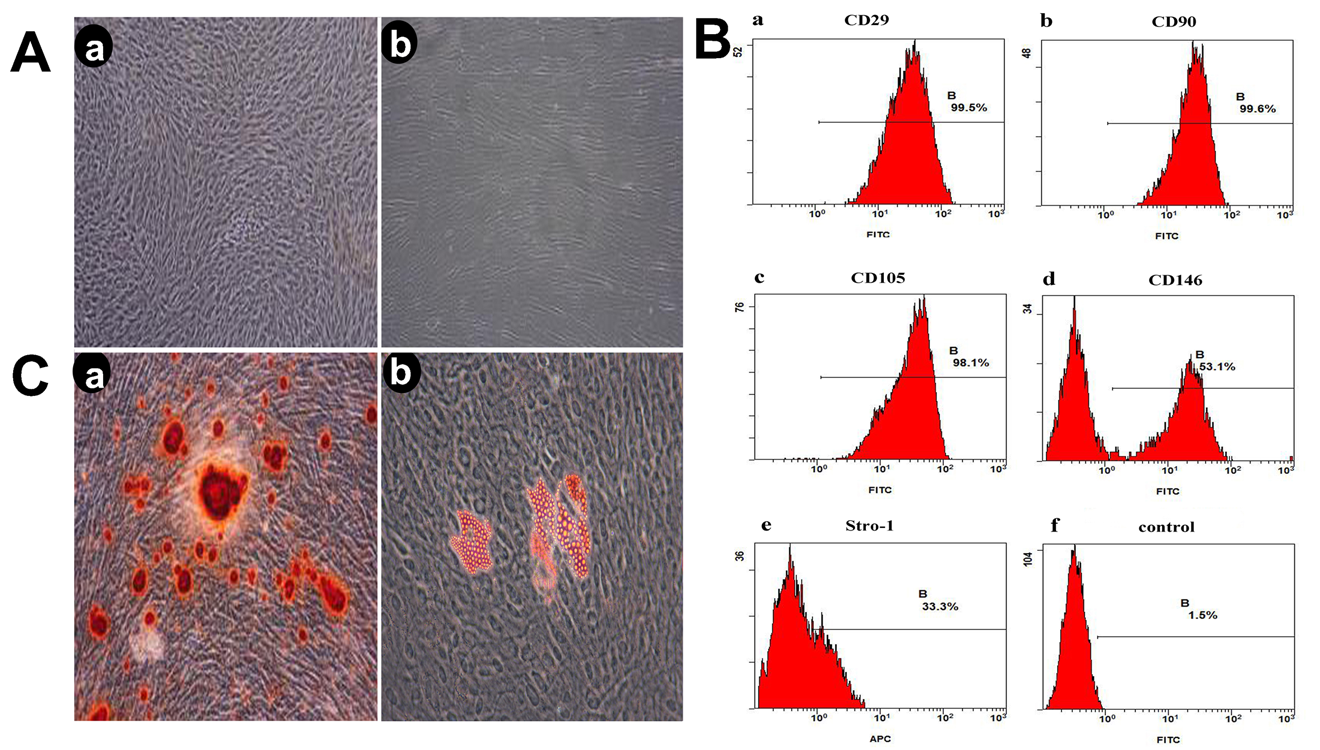
A: Paradontale ligamentstamcellen, B Detectie van celoppervlaktemarkers die kenmerkend zijn voor mesenchymatische stamcellen op paradontale ligamentstamcellen, (Ca) de vorming van verkalkte noduli, (Cb) de vorming van lipidedruppeltjes.